# Wytschiwka
Wytschiwka (ukrainisch Вичівка; russisch Вичевка/Witschewka, polnisch Wiczówka) ist ein Dorf in der Westukraine etwa 12 Kilometer östlich des ehemaligen Rajonshauptortes Saritschne und 135 Kilometer nördlich der Oblasthauptstadt Riwne am Fluss Stubla (Стубла) gelegen. Die Grenze zu Belarus verläuft etwa 4 Kilometer nördlich des Ortes. Seit 2009 existiert ein Grenzübergang ins belarussische Lassizk (Ласіцк).
Am 12. Juni 2020 wurde das Dorf ein Teil neu gegründeten Siedlungsgemeinde Saritschne, bis dahin bildete es zusammen mit den Dörfern Brodnyzja (Бродниця) und Butowe (Бутове) die Landratsgemeinde Wytschiwka (Вичівська сільська рада/Wytschiwska silska rada) im Nordosten des Rajons Saritschne.
Am 17. Juli 2020 wurde der Ort ein Teil des neugegründeten Rajons Warasch.

## Geschichte
Der Ort wird 1553 zum ersten Mal schriftlich erwähnt und gehörte dann bis 1793 in der Woiwodschaft Brześć Litewski zur Adelsrepublik Polen-Litauen. Mit den Teilungen Polens fiel der Ort an das spätere Russische Reich und lag bis zum Ende des Ersten Weltkriegs im Gouvernement Minsk.
Nach dem Ersten Weltkrieg kam der Ort zu Polen (als Hauptort der Gmina Wiczówka in die Woiwodschaft Polesien, Powiat Pińsk), im Zweiten Weltkrieg wurde er zwischen 1939 und 1941 von der Sowjetunion besetzt. Nach dem Überfall auf die Sowjetunion im Juni 1941 wurde er dann bis 1944 von Deutschland besetzt, dies gliederte den Ort in das Reichskommissariat Ukraine in den Generalbezirk Brest-Litowsk/Wolhynien-Podolien, Kreisgebiet Pinsk.
Nach dem Krieg wurde der Ort der Sowjetunion zugeschlagen. Dort kam das Dorf zur Ukrainischen SSR und seit 1991 ist sie ein Teil der heutigen Ukraine.